# Брестак
Брестак е село в Североизточна България. То се намира в община Вълчи дол, Варненска област. Името му до 1934 година е Караагач („Тъмно дърво“).

## География
Село Брестак се намира на 46 километра от Варна.

## История
В народните предания се говори, че село Брестак (Караагач) е основано на това си място в турско време. 
През 1895 г. местни учители изпращат финансова помощ за двама уволнени варненски учители.
През 1905 г. селото е административно седалище на околийско управление. През 1914 г. в селото функционира държавна жребцова станция под контрола на варненския окръжен ветеринарен лекар. На 9 май 1915 с тържества и игри в селото се открива седмичен (съботен) пазар за едър и дребен добитък.
С решение на Министерски съвет от март 1923 г. в селото е открита телефоно-пощенска станция.
През 1933 г. географът Васил Маринов изследва селото и го определя в рамките на антропогеографските граници на Делиормана и съобщава за течащата през селото Кара-агачка река.
На 6 февруари 1936 г. министърът на народното стопанство Димитър Вълев закрива седмичния пазар в селото поради липса на стопанско оправдание.
През годините с. Брестак е растяло от центъра, към периферията си концентрично, като през 1956 г. то вече има 2526 жители и 509 къщи. С настъпването на демографските и миграционни процеси след 1960 г. броят на жителите му прогресивно намалява. Сега вече те са под 1000, но въпреки това с. Брестак си остава най-старото и най-голямото село в района на община Вълчи дол.
Хората, живели през годините в с. Брестак, са били предимно земеделци, животновъди и занаятчии.

## Население
Численост на населението според преброяванията през годините:
| \| Година на преброяване \| Численост \| \| --------------------- \| --------- \| \| 1934 \| 2189 \| \| 1946 \| 2449 \| \| 1956 \| 2526 \| \| 1965 \| 2476 \| \| 1975 \| 2247 \| \| 1985 \| 1836 \| \| 1992 \| 1512 \| \| 2001 \| 1277 \| \| 2011 \| 970 \| \| 2021 \| 746 \| |           |
| Година на преброяване | Численост |
| 1934 | 2189      |
| 1946 | 2449      |
| 1956 | 2526      |
| 1965 | 2476      |
| 1975 | 2247      |
| 1985 | 1836      |
| 1992 | 1512      |
| 2001 | 1277      |
| 2011 | 970       |
| 2021 | 746       |

### Етнически състав

#### Преброяване на населението през 2011 г.
Численост и дял на етническите групи според преброяването на населението през 2011 г.:
|                     | Численост | Дял (в %) |
| Общо                | 970       | 100.00    |
| Българи             | 851       | 87.73     |
| Турци               | 66        | 6.80      |
| Цигани              | 30        | 3.09      |
| Други               | ?         | ?         |
| Не се самоопределят | ?         | ?         |
| Неотговорили        | 18        | 1.85      |

## Религии
Местните жители са гагаузи. Православни християни.